# Liste de toponymes comprenant « nouveau »
Cet article recense les toponymes composés qui comprennent l’adjectif « nouveau » (y compris nouvelle(s), nouveaux et neuve) ou une traduction équivalente (neu, nieuw, etc.).

## Afrique

### Égypte
- Vallée du Nil : Nouvelle-Vallée, Égypte

### Guinée
- Guinée :
  - Nouvelle-Guinée, ile d’Océanie
    - Nouvelle-Guinée néerlandaise, 1945-1962
    - Nouvelle-Guinée occidentale, 2000-
    - Nouvelle-Guinée britannique, 1884-1905
    - Nouvelle-Guinée allemande, 1884-1919
    - Territoire de Nouvelle-Guinée, 1919-1949
    - Territoire de Papouasie-Nouvelle-Guinée, 1949-1975
    - Papouasie-Nouvelle-Guinée, 1975-

  - Nueva Guinea, Nicaragua

### Tunisie
- Carthage :
  - Carthagène, Chili
  - Carthagène, Espagne
  - Carthagène des Indes, Colombie

## Amérique

### Bolivie
- Bolivie : Nueva Bolivia, Venezuela

### Brésil
- Bandeirantes : Nova Bandeirantes, Mato Grosso, Brésil
- Brasilândia : Nova Brasilândia, Mato Grosso, Brésil
- Castilho : Nova Castilho, São Paulo, Brésil
- Iguaçu : Nova Iguaçu, Rio de Janeiro, Brésil
- Marilândia : Nova Marilândia, Mato Grosso, Brésil
- Maringá : Nova Maringá, Mato Grosso, Brésil
- Olinda : Nova Olinda, Ceará, Brésil
- Russas : Nova Russas, Ceará, Brésil

### Canada
- Québec : Nouveau-Québec, ancien nom du Nunavik, Québec, Canada

### Équateur
- Loja : Nueva Loja, Équateur

### États-Unis
- Albany : New Albany, Indiana, États-Unis
- Bedford : New Bedford, Massachusetts, États-Unis
- Boston :
  - New Boston, Illinois, États-Unis
  - New Boston, Iowa, États-Unis
  - New Boston, Michigan, États-Unis
  - New Boston, Texas, États-Unis
- Maryland : New Maryland, Canada
- Philadelphie :
  - New Philadelphia, Ohio, États-Unis
  - New Philadelphia, Pennsylvanie, États-Unis

### Groenland
- Groenland : Nouveau-Groenland méridional, terre fantôme antarctique

### Mexique
- Mexique : Nouveau-Mexique, États-Unis

### Nicaragua
- Île de la Providence : New Providence, Bahamas

### Suriname
- Nickerie River (en) : Nieuw Nickerie, Suriname

## Asie
- Canaan : New Canaan, Connecticut, États-Unis

### Géorgie
- Géorgie :
  - Détroit de Nouvelle-Géorgie, Salomon
    - Archipel de la Nouvelle-Géorgie, Salomon
      - Nouvelle-Géorgie, Salomon

### Hong Kong
- Kowloon : New Kowloon, Kwoloon, Hong Kong

### Inde
- Delhi : New Delhi, Territoire de la Capitale nationale de Delhi, Inde

### Iran
- Djolfa : La Nouvelle-Djoulfa, Iran

### Philippines
- Bataan : New Bataan, Philippines
- Philippines : Nouvelles-Philippines, ancien nom du Texas, États-Unis

## Europe
- Europe : Nova Europa, São Paulo, Brésil

### Allemagne
- Allemagne : Nueva Germania, Paraguay
- Berlin : Nuevo Berlín, Uruguay
- Braunfels : New Braunfels, Texas, États-Unis
- Brunswick :
  - Nouveau-Brunswick, Canada
  - New Brunswick, New Jersey, États-Unis
- Hanovre :
  - New Hanover, Afrique du Sud
  - Nouvelle-Hanovre, Papouasie-Nouvelle-Guinée
- Holstein : New Holstein, Wisconsin, États-Unis
- Lauenbourg : Nouveau-Lauenbourg, ancien nom des iles du Duc-d’York, Papouasie-Nouvelle-Guinée
- Mecklembourg : Nouveau-Mecklembourg, ancien nom de la Nouvelle-Irlande, Papouasie-Nouvelle-Guinée
- Palatinat : New Paltz, New York, États-Unis
- Poméranie : Nouvelle-Poméranie, ancien nom de la Nouvelle-Bretagne, Papouasie-Nouvelle-Guinée
- Strelitz(-Alt) : Neustrelitz, Mecklembourg-Poméranie-Occidentale, Allemagne
- Souabe : Nouvelle-Souabe, Antarctique
- Ulm :
  - Neu-Ulm, Allemagne
  - New Ulm, Minnesota, États-Unis
  - New Ulm, Texas, États-Unis

### Autriche
- Vienne :
  - New Vienna, Iowa, États-Unis
  - New Vienna, Ohio, États-Unis

### Belgique
- Belgique :
  - Nova Belgica/Novum Belgium, nom latin de la Nouvelle-Néerlande, ancienne colonie néerlandaise en Amérique du Nord
  - la Nouvelle-Belgique, surnom de Namur, Québec, Canada
  - Neubelgien, ancien nom populaire des cantons de l'est, Wallonie, Belgique
- Anvers : Nouvelle-Anvers, ancien nom de Makanza, R. D. Congo
- Louvain : Louvain-la-Neuve, Wallonie, Belgique
- Moresnet : Neu-Moresnet, Wallonie, Belgique

### Espagne
- Espagne :
  - Nouvelle-Espagne, division administrative de l’ancien empire espagnol
  - La Nouvelle-Ibérie, Louisiane, États-Unis
- Régions ou provinces :
  - Andalousie : Nouvelle Andalousie, est du Venezuela, ouest de la Guyane et nord du Brésil
  - Biscaye :
    - Nouvelle-Biscaye, Mexique
    - Nueva Vizcaya, Philippines

  - Estrémadure : Nouvelle-Estrémadure, nord du Mexique
  - Galice : Nouvelle-Galice, actuels Aguascalientes, Colima, Jalisco, Nayarit et Zacatecas, Mexique
  - León : Nuevo León, Mexique
  - Navarre : Nouvelle-Navarre, Mexique
- Villes :
  - Baztan : Nuevo Baztán, Communauté de Madrid, Espagne
  - Corella : New Corella, Philippines
  - Écija : Nueva Ecija, Philippines
  - Gérone : Nueva Gerona, Cuba
  - Grenade :
    - Nouvelle-Grenade, région correspondant approximativement à la Colombie et au Panama
    - Nova Granada, São Paulo, Brésil

  - Laredo : Nuevo Laredo, Tamaulipas, Mexique
  - Lucena : New Lucena, Philippines
  - Madrid : New Madrid, Missouri, États-Unis
  - Santander : Nouvelle-Santander, actuels Tamaulipas, Mexique et Texas, États-Unis
  - Valence : Nueva Valencia, Philippines

### France
- France : Nouvelle-France, ancienne colonie française d’Amérique du Nord
- Aquitaine : Nouvelle-Aquitaine, France [N 1]
- Angoulême : La Nouvelle-Angoulême, New York, États-Unis
- Beauce : La Nouvelle-Beauce, Québec, Canada [N 2]
- Bordeaux : Nouveau-Bordeaux, cartier de Montréal, Québec, Canada
- Orléans : La Nouvelle-Orléans, Louisiane, États-Unis
- Paris :
  - New Paris, Indiana, États-Unis
  - New Paris, Ohio, États-Unis
  - New Paris, Pennsylvanie, États-Unis
  - New Paris, Wisconsin, États-Unis
- La Rochelle : New Rochelle, New York, États-Unis

### Grèce
- Athènes :
  - New Athens, Illinois, États-Unis
  - New Athens, Ohio, États-Unis
- Olympie : Nova Olímpia, Mato Grosso, Brésil
- Sparte : Nueva Esparta, Venezuela

### Irlande
- Irlande :
  - Nouvelle-Irlande (province), Papouasie-Nouvelle-Guinée
  - Nouvelle-Irlande (ile), Papouasie-Nouvelle-Guinée

### Italie
- Carrare : Nueva Carrara, Uruguay
- Gorizia : Nova Gorica, Slovénie
- Rome : Nouvelle Rome, nom officiel de Constantinople, Istanbul, Turquie
- Venise : Nova Venécia, Espírito Santo, Brésil

### Lettonie
- Courlande : Nouvelle-Courlande, ancien nom de Tobago, Trinité-et-Tobago

### Luxembourg
- Perlé : Neuperlé, Wallonie, Belgique

### Norvège
- Ålesund : Ny-Ålesund, Svalbard, Norvège

### Pays-Bas
- Pays-Bas : Nouvelle-Néerlande ou Nouveaux-Pays-Bas, ancienne colonie néerlandaise en Amérique du Nord
- Hollande :
  - Nouvelle-Hollande, ancien nom de l’Australie
  - Nouvelle-Hollande, ancienne colonie néerlandaise au Brésil
  - Nouvelle-Hollande, ancienne colonie néerlandaise en Acadie, Canada
  - Nouvelle-Hollande, ile de Saint-Pétersbourg, Russie
  - New Holland, Caroline du Nord, États-Unis
  - New Holland, Dakota du Nord, États-Unis
  - New Holland, Dakota du Sud, États-Unis
  - New Holland, Géorgie, États-Unis
  - New Holland, Illinois, États-Unis
  - New Holland, Ohio, États-Unis
  - New Holland, Pennsylvanie, États-Unis
  - New Holland, Angleterre, Royaume-Uni
  - New Holland, Jamaïque
- Zélande : Nouvelle-Zélande
- Amstel : La Nouvelle-Amstel, ancienne colonie néerlandaise en Amérique du Nord
- Amsterdam :
  - La Nouvelle-Amsterdam, ancien nom de New York, New York, États-Unis
  - Nieuw-Amsterdam, Drenthe, Pays-Bas
  - New Amsterdam, Guyana
  - Nouvelle-Amsterdam (ile de la) ou ile Amsterdam, iles Saint-Paul et Nouvelle-Amsterdam, France
- Haarlem : Nieuw Haarlem, ancien nom de Harlem, quartier de New York, New York, États-Unis

### Portugal
- Lusitanie : Nova Luzitânia, São Paulo, Brésil
- Lisbonne :
  - New Lisbon, Indiana, États-Unis
  - New Lisbon, New York, États-Unis
  - New Lisbon, Wisconsin, États-Unis
  - Nova Lisboa, ancien nom de Huambo, Angola
  - Nova Lisboa, ancien nom de Fortaleza, Ceará, Brésil
- Nazaré : Nova Nazaré, Mato grosso, Brésil

### Royaume-Uni
- Grande-Bretagne :
  - Nouvelle-Bretagne, Papouasie-Nouvelle-Guinée
    - Nouvelle-Bretagne occidentale
    - Nouvelle-Bretagne orientale

  - Nouvelle-Albion, Amérique du Nord
- Nations et dépendances :
  - Angleterre :
    - Nouvelle-Angleterre, Australie
    - Nouvelle-Angleterre, États-Unis

  - Écosse :
    - Nouvelle-Calédonie, France
    - Nouvelle-Écosse, Canada

  - Pays de Galles :
    - Nouvelle-Galles du Nord, Canada
    - Nouvelle-Galles du Sud, Australie
    - Nouvelle-Galles du Sud, Canada

  - Jersey : New Jersey, États-Unis
- Régions :
  - Hampshire : New Hampshire, États-Unis
  - Hébrides : Nouvelles-Hébrides, ancien nom du Vanuatu
- Villes :
  - Bedford : New Bedford, Massachusetts, États-Unis
  - Brighton : New Brighton (nombreux sites)
  - Carlisle :
    - New Carlisle, Indiana, États-Unis
    - New Carlisle, Ohio, États-Unis

  - Glasgow : New Glasgow, Nouvelle-Écosse, Canada
  - King's Lynn : New Lynn, Nouvelle-Zélande
  - Lanark : New Lanark, Écosse, Royaume-Uni
  - Londres :
    - New London, Ile-du-Prince-Édouard, Canada
    - New London, Connecticut, États-Unis
    - New London, Indiana, États-Unis
    - New London, Missouri, États-Unis
    - New London, New Hampshire, États-Unis
    - New London, Texas, États-Unis

  - Milford :
    - New Milford, Connecticut, États-Unis
    - New Milford, New Jersey, États-Unis
    - New Milford, Pennsylvanie, États-Unis

  - Plymouth : New Plymouth, Nouvelle-Zélande
  - Richmond : New Richmond, Québec, Canada
  - Westminster : New Westminster, Colombie-Britannique, Canada
  - York : New York, New York, États-Unis

### Russie
- Russie : Nouvelle Russie, Ukraine
- Sibérie : Nouvelle-Sibérie, Russie

### Serbie
- Belgrade : Novi Beograd, Belgrade, Serbie

### Suède
- Suède : Nouvelle-Suède, ancienne colonie suédoise d’Amérique du Nord
- Stockholm : New Stockholm, ancien nom de Bridgeport, New Jersey, États-Unis

### Suisse
- Suisse :
  - New Helvetia, ancienne colonie espagnole en Amérique du Nord
  - Nueva Helvecia, Uruguay
- Berne : New Bern, Caroline du Nord, États-Unis
- Fribourg : Nova Friburgo, Rio de Janeiro, Brésil
- Glaris : New Glarus, Wisconsin, États-Unis

### Tchéquie
- Hradec Králové : New Hradec, Dakota du Nord, États-Unis
- Starý Hrozenkov : Nový Hrozenkov, Tchéquie
- Starý Jičín : Nový Jičín, Tchéquie

### Ukraine
- Leipzig, ancien nom de Serpneve : New Leipzig, Dakota du Nord, États-Unis
- Odessa : Nova Odessa, São Paulo, Brésil

## Autres
- Alliance : Nova Aliança, São Paulo, Brésil
- Arche d'alliance : Newark, New Jersey, États-Unis[N 3]
- Belle promenade : Nova Guataporanga, São Paulo, Brésil
- Ère : Nueva Era, Philippines
- Havre : New Haven, Connecticut, États-Unis
- Horizon :
  - Novo Horizonte, São Paulo, Brésil
  - Novo Horizonte do Norte, Mato Grosso, Brésil
- Monde :
  - Nouveau Monde
  - Novo Mundo, Mato Grosso, Brésil
- Mont vert : Nova Monte Verde, Mato Grosso, Brésil
- Mutum : Nova Mutum, Mato Grosso, Brésil
- Orient : Novo Oriente, Ceará, Brésil
- Port :
  - Nieuport, Flandre, Belgique
  - Nieuwpoort, Pays-Bas
  - Newport (nombreux sites)
- Rivière : Rio Novo do Sul, Espírito Santo, Brésil
- Terre :
  - Nouvelle-Zemble, Russie
  - Terre-Neuve, Terre-Neuve-et-Labrador, Canada
    - Colonie de Terre-Neuve, 1610-1907
      - Terre-Neuve, 1655-1713
      - Côte française de Terre-Neuve, 1713-1904

    - Dominion de Terre-Neuve, 1907-1949
    - Terre-Neuve puis Terre-Neuve-et-Labrador, 1949/2001-

  - Terra Nova do Norte, Mato Grosso, Brésil
- Territoire : Nouveaux Territoires, Hong Kong, Chine
- Ubiratã : Nova Ubiratã, Mato Grosso, Brésil
- Ville :
  - Carthage, Tunisie[N 4]
  - Qart Hadasht, ancien nom de Carthagène, Espagne
  - Neuville (nombreux sites)
  - New City, Chicago, Illinois, États-Unis
  - New City, New-York, États-Unis
  - Nové Město Prague, Tchéquie
  - Uusikaupunki, Finlande[N 5]
- George Washington : New Washington, Philippines
- Xavántes : Nova Xavantina, Mato Grosso, Brésil